# Flamin’ Groovies
A Flamin' Groovies (vagy The Flamin' Groovies) amerikai rock and roll/power pop/garage rock zenekar, amely 1965-ben alakult San Franciscóban. Kisebb-nagyobb megszakításokkal egészen a mai napig működnek. Az együttes Teenage Head című lemeze bekerült az 1001 lemez, amit hallanod kell, mielőtt meghalsz című könyvbe.
A zenekar a power pop műfaj úttörőjének, és a punk rock műfaj egyik előfutárának számít.
Az együttesben sűrűek voltak a tagcserék.

## Diszkográfia
- Supersnazz (1969)
- Flamingo (1970)
- Teenage Head (1971)
- Shake Some Action (1976, Amerikában a 42. helyet szerezte meg)[5]
- Flamin' Groovies Now (1978)
- Jumpin' in the Night (1979)
- One Night Stand (1987)
- Rock Juice (1992)
- Fantastic Plastic (2017)